# Kungur

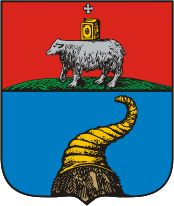
Antigo brasão de Kungur

Kungur (em russo:  Кунгу́р) é uma cidade no sudeste do Krai de Perm, na Rússia, localizada nos Montes Urais, na confluência dos rios Iren e Shakhva com o Sylva (bacia hidrográfica do Kama). Tinha, em 2010, uma população de 66.110 habitantes, e uma área de 68,7 quilômetros quadrados.
Kungur é um antigo centro de comércio, industrial e de transportes, com arquitetura histórica. Foi a primeira cidade européia da ferrovia Transiberiana.

## Brasão
O brasão original da cidade tornou-se oficial de acordo com uma lei da imperatriz Ana da Rússia em 1737. O brasão atual foi adotado em 1994.

## História
Kungur foi fundada a cerca de dezessete quilômetros acima da foz do rio Iren, nas margens do rio Kungurka, em 1648. Em 1662 foi incendiada pelos bashkires. Em 1663 foi reconstruída como uma fortaleza no lugar da aldeia de Mysovskoye. Em 1774 suportou um cerco pelas forças do cossaco Iemelyan Pugachev. No início do século XVIII as indústrias de couro e calçados começaram a se desenvolver na região, e em 1724 um curtume foi construído ali. Na metade do século XVIII Kungur havia se tornado uma das áreas mais povoadas da região dos Urais. Em 1759 a administração das minas de Perm foi movida para Kungur; no fim do século Kungur já era um importante entreposto comercial das rotas siberianas, assim como centro da manufatura de couro na província de Perm. As cordas de Kungur e o seu óleo de linhaça eram bastante conhecidos. No final do século XIX tornou-se também um importante centro industrial (incluindo manufaturas de calçados e luvas de couro) e cultural.

## Economia
As principais indústrias da cidade são SIA Turbobur e JSK "calçados de Kungur" (couro, incluindo calçados para o exército). A cidade produz artesanato (souvenirs feitos de pedra e maiólica, instrumentos musicais (violões), roupas e teares, e alimentos. Planta-se centeio, trigo, aveia, cevada, batatas e outros vegetais, e a cidade produz laticínios e carne de aves e gado.

## Arquitetura
Entre os prédios notáveis em Kungur estão a Igreja da Transfiguração (1781), a Catedral de Nikola (antiga hospedaria da Bolsa, 1865-76, arquiteto R. O. Karvovsky), O Hospício Zyryanov (1881, agora o centro cirúrgico de um hospital), e os armazéns do século XIX dos mercadores Kopakov (agora um centro cultural).
O Templo Tikhvinsky foi construído em 1763 e recebeu seu nome do ícone santo de Tikhvinskaya Bogomater. Agora hospeda o cinema "Oktyabr".
Na parte baixa da cidade, na rua Kittarskaya, está a Igreja Uspenskaya, construída em 1761. Na margem oposta do rio Sylva está o Templo Preobrajensky.

## Turismo e atrações

### Caverna de gelo de Kungur

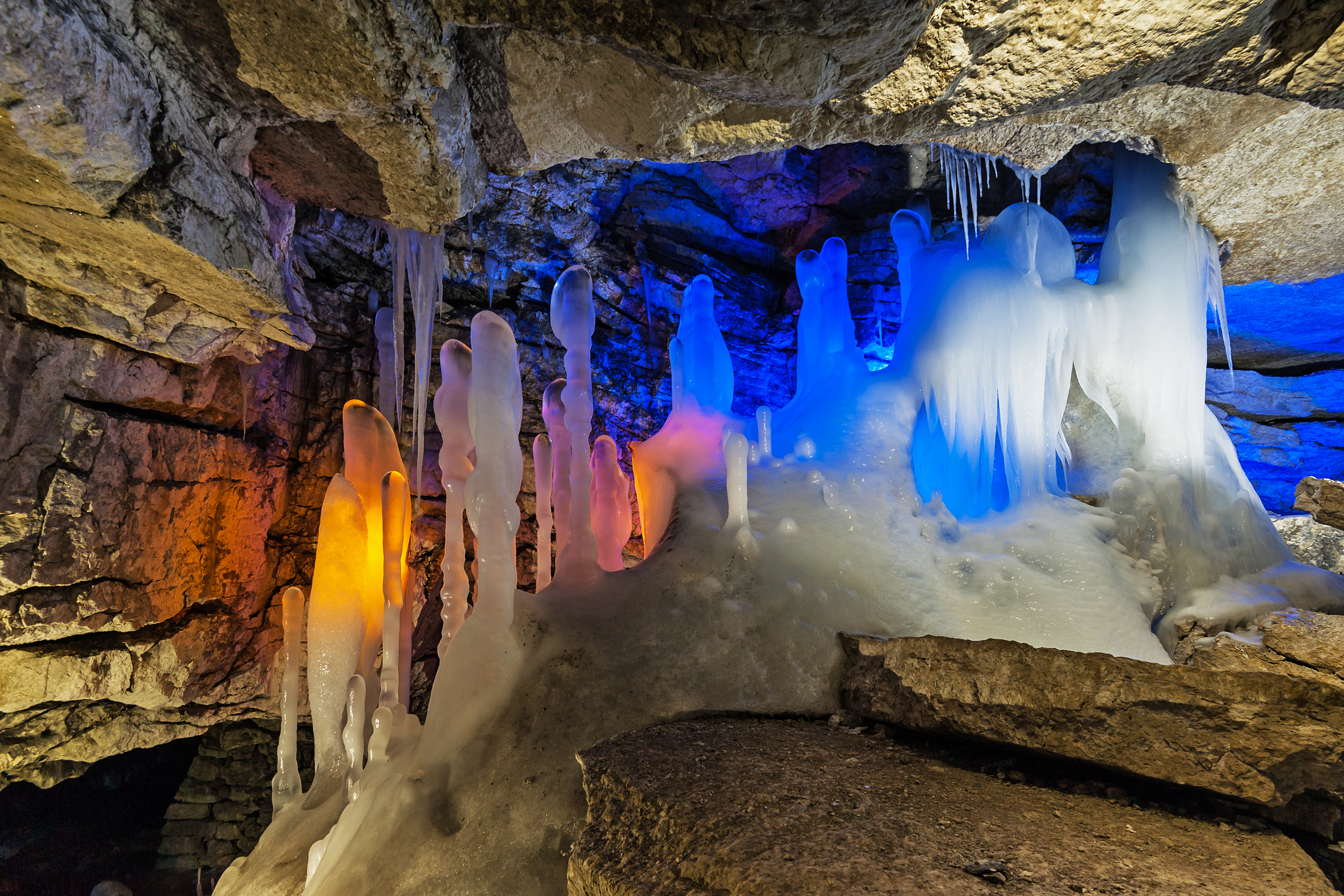
A caverna de gelo de Kungur.

A caverna de gelo de Kungur está localizada nas proximidades de Kungur, na margem direita do rio Sylva. Suas passagens ramificam-se sob o solo por mais de 6,000 metros, e apenas uma pequena parte da caverna foi explorada; até hoje desmoronamentos e deslizamentos não permitem que se determine o comprimento total dos túneis. Na parte já explorada da caverna existem dezenas de grutas; na maior delas, chamada de gruta Drujba (amizade) em homenagem aos participantes do Congresso Geológico Internacional que visitou a caverna em 1937, há um lago com área de  750 m². As grutas estão "decoradas" com colunas de estalagmites e estalactites com até dois metros de comprimento; por milênios, o calcário trazido pela água criou uma variedade infinita de formas na caverna, como flocos de neve que mudam de tamanho ao longo do ano, atingindo o tamanho de uma folha de bordo no fim do inverno. A caverna se enche de água por duas vezes ao ano, na primavera e no outono, quando deixa de ser acessível aos turistas.

### Outras atrações
O mosteiro de Belogorsky está localizado a cerca de 50 quilômetros de Kungur, não muito longe da vila de Kalinino. Há uma reserva natural na montanha de Spasskaya Mountain, uma área de estepeno distrito de Kungursky.

## Transporte
Kungur está localizada na encruzilhada da rota de Solikamsk, do caminho siberiano e da autoestrada siberiana.
Distância de Kungur a:
- Perm—100 km
- Ecaterimburgo—300 km
- Moscou—1533 km